# Ludvig Lorichs (1778–1866)
Lorentz Ludvig Lorichs, ursprungligen Hassel, född den 24 december 1778, död den 8 juni 1866 på Bernshammar, var en svensk brukspatron. Han var bror till Otto Fredrik Lorichs, Gustaf Daniel Lorichs och Amalia Lorichs.
Lorichs var son till Fredrik Otto Hassel och Hedvig Charlotta Görges. Fadern blev den 9 december 1802 adlad under namnet Lorichs, varvid även sonen blev adelsman. Fadern var brukspatron och grosshandlare i Stockholm samt köpte Bernshammars bruk 1784. 
Lorichs gifte sig den 26 december 1811 med Charlotta Henrika Linman (1795-1881), dotter till bruksägaren Thomas Linman (1739-1805) och dennes hustru C. O. Löfborg. De fick tillsammans sju barn. Lorichs blev med tiden ägare till Valsta säteri i Odensvi socken samt av Bernshammars bruk, där han dog 1866.